# منتخب جرينلاند لكرة اليد للسيدات
منتخب جرينلاند لكرة اليد للسيدات هو الممثل الرسمي لجرينلاند في رياضة كرة اليد. شارك في بطولة العالم لكرة اليد للسيدات مرة واحدة وكانت تلك المشاركة في سنة 2001، حقق فيها المركز الرابع والعشرون. شارك في بطولة بان أميركان لكرة اليد للسيدات 3 مرات وكانت المشاركة الأولى في سنة 1999، كان أفضل مركز له فيها هو الثالث.